# Charles Vopicka
Charles Joseph Vopika (în cehă Karel Boromejský Josef Vopička; n. 3 noiembrie 1857, Boemia Centrală, Cehia – d. 3 septembrie 1935, Chicago, Illinois, SUA) a fost un diplomat american, trimis extraordinar și ministru plenipotențiar în România pe perioada Primului Război Mondial. A fost la post în România în perioada 27 noiembrie 1913 – 10 iulie 1920.